# Парк Героев
Парк Героев (укр. Парк Героїв) — парк, Соцгород, Металлургический район, Кривой Рог, Украина.
Парк Героев — излюбленное место жителей района и города. В праздничные дни здесь проходят концерты, выставки, ярмарки и спортивные соревнования. В парк выходят на пленэр ученики находящейся рядом художественной школы № 1.
Парк ограничен проспектом Металлургов, улицами Героев АТО, Владимира Бызова и Хабаровской. На парк выходит улица Виталия Матусевича. На территории парка по проспекту Металлургов находится остановка общественного транспорта, по улице Героев АТО есть разворотное кольцо трамвая.
На территории парка располагаются:
- Стела Героев (открыта в июле 1971 года, в 2013 году перенесена в сквер за монументом «Победа»)[1];
- Памятник воинам-интернационалистам (в 2013 году перенесён в сквер за монументом «Победа»)[2];
- Крупнейшие в мире цветочные часы[3][4].

Адрес парка: Украина, Кривой Рог, пл. Молодёжная.
Дополнительные услуги:
- детская площадка;
- общественная уборная.

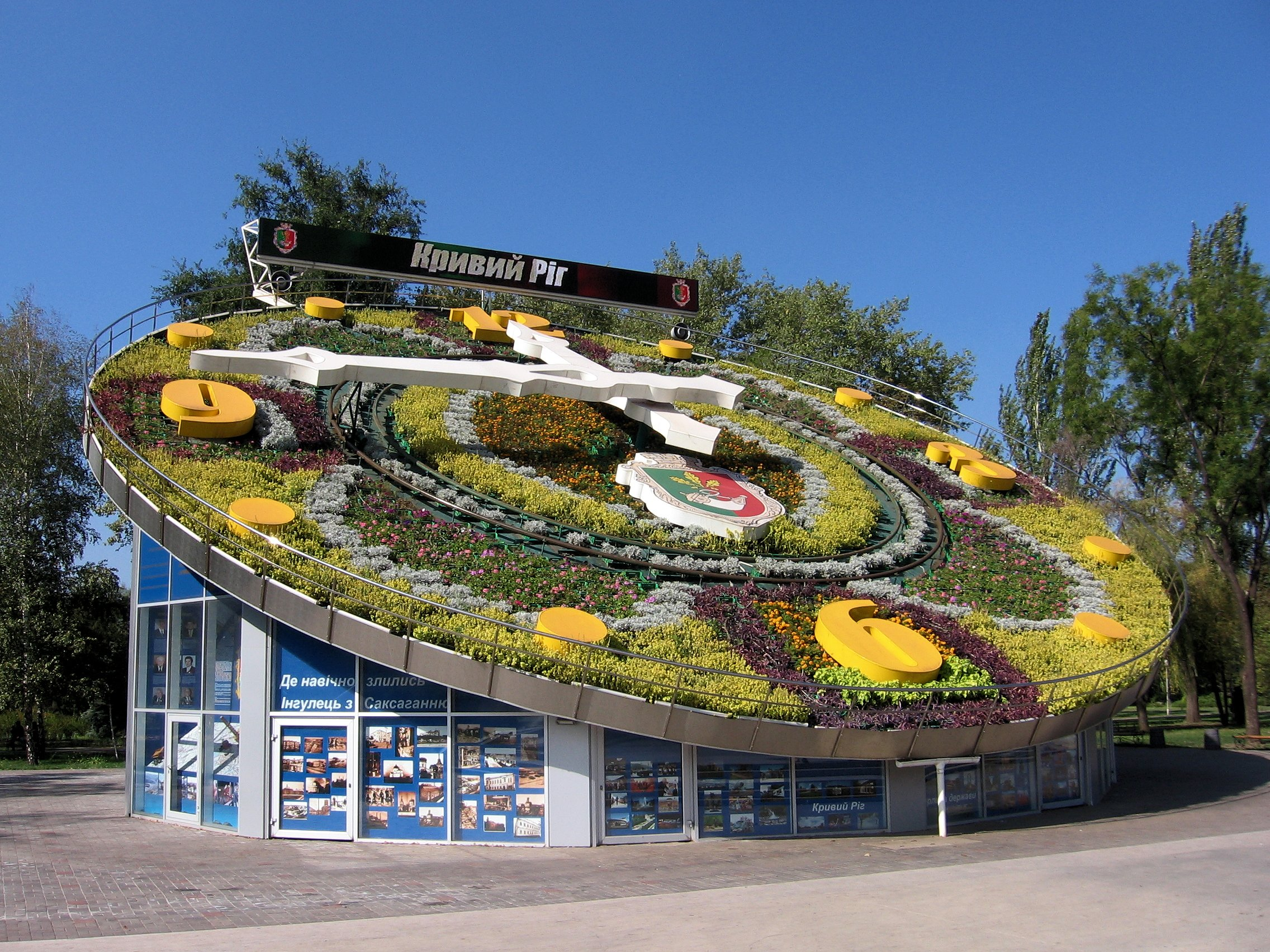
Цветочные часы
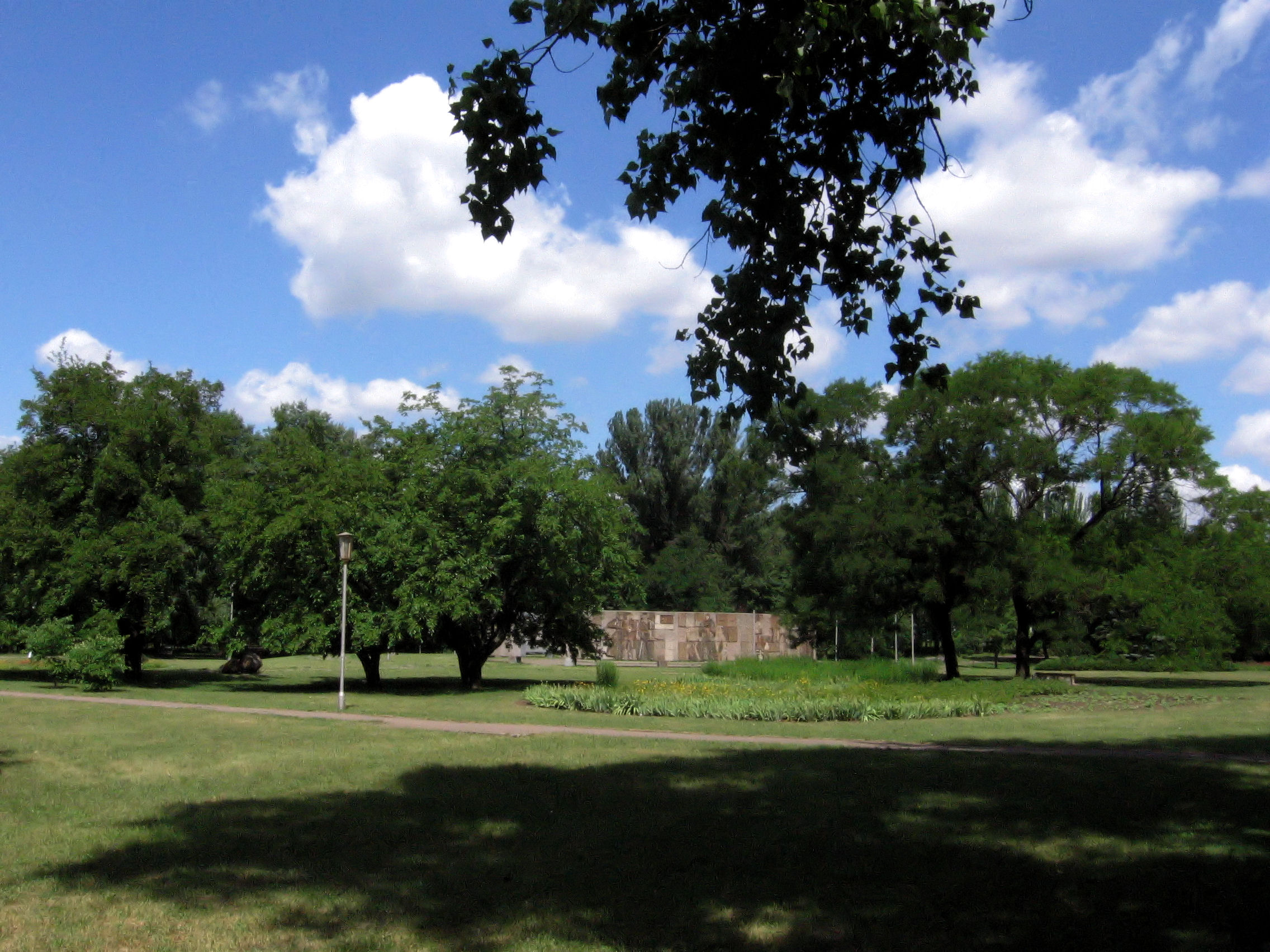
Общий вид на центральную часть парка
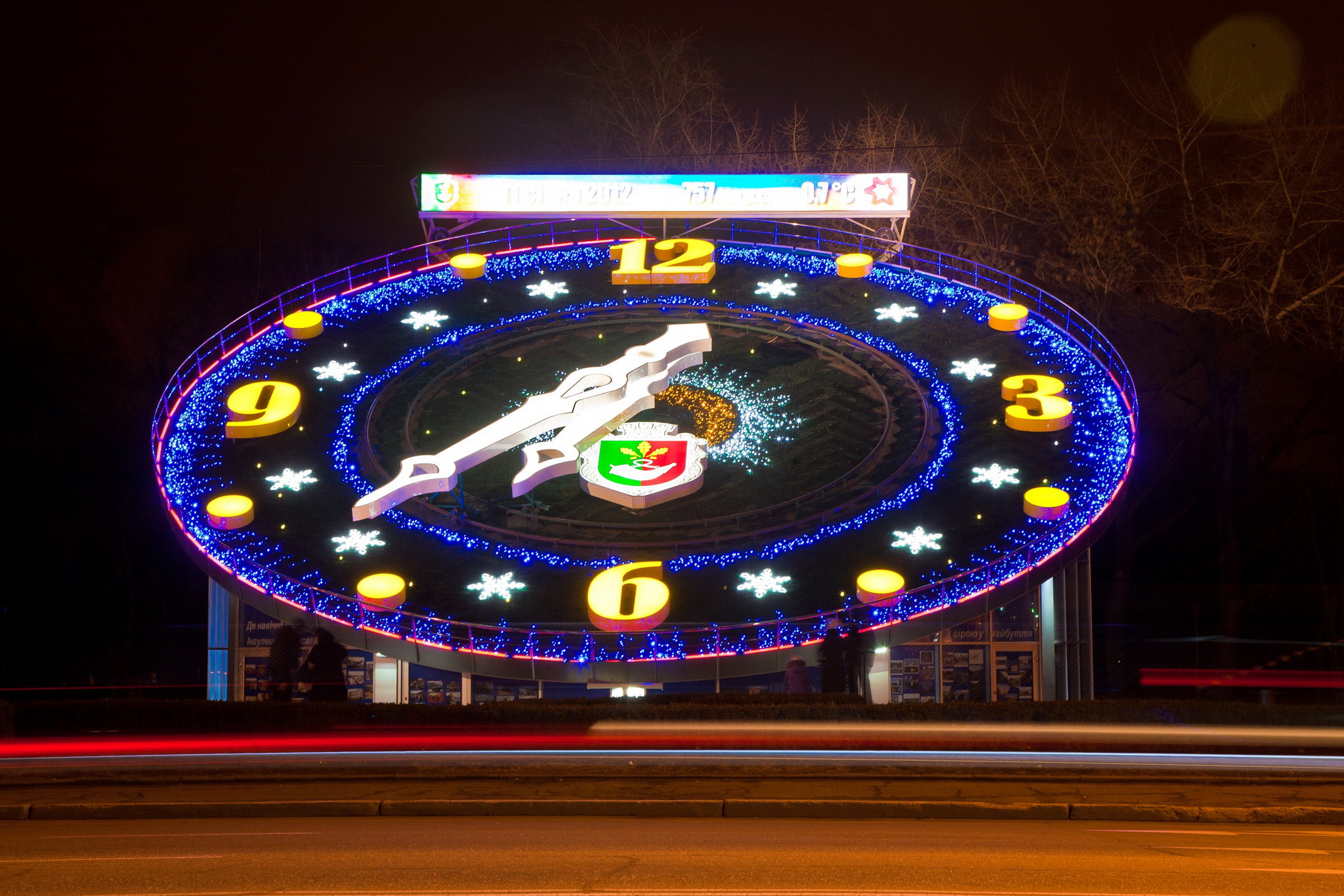
Цветочные часы. Иллюминация
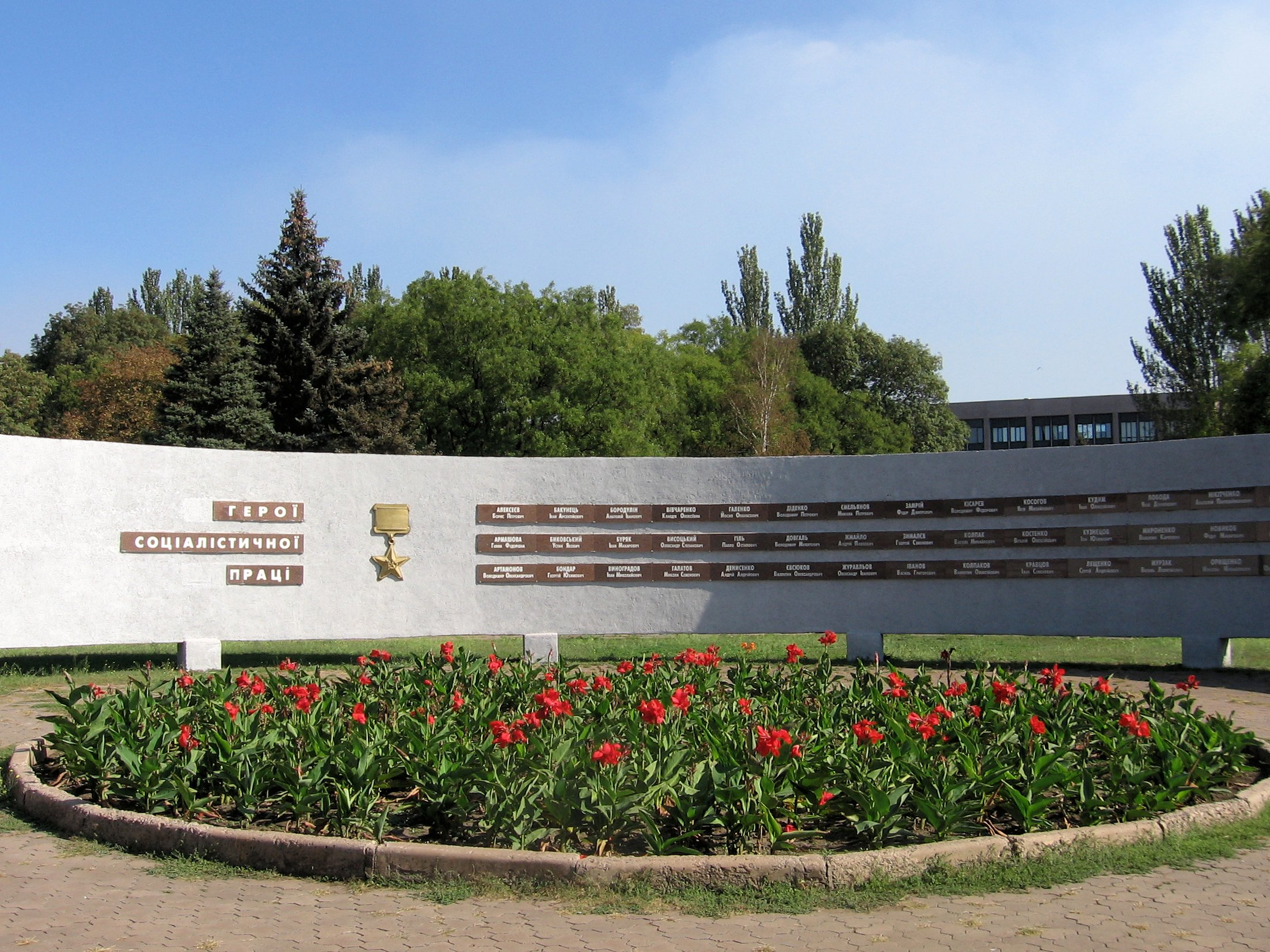
Стела Героев. Вид изнутри. Перенесена в сквер за монументом «Победа»
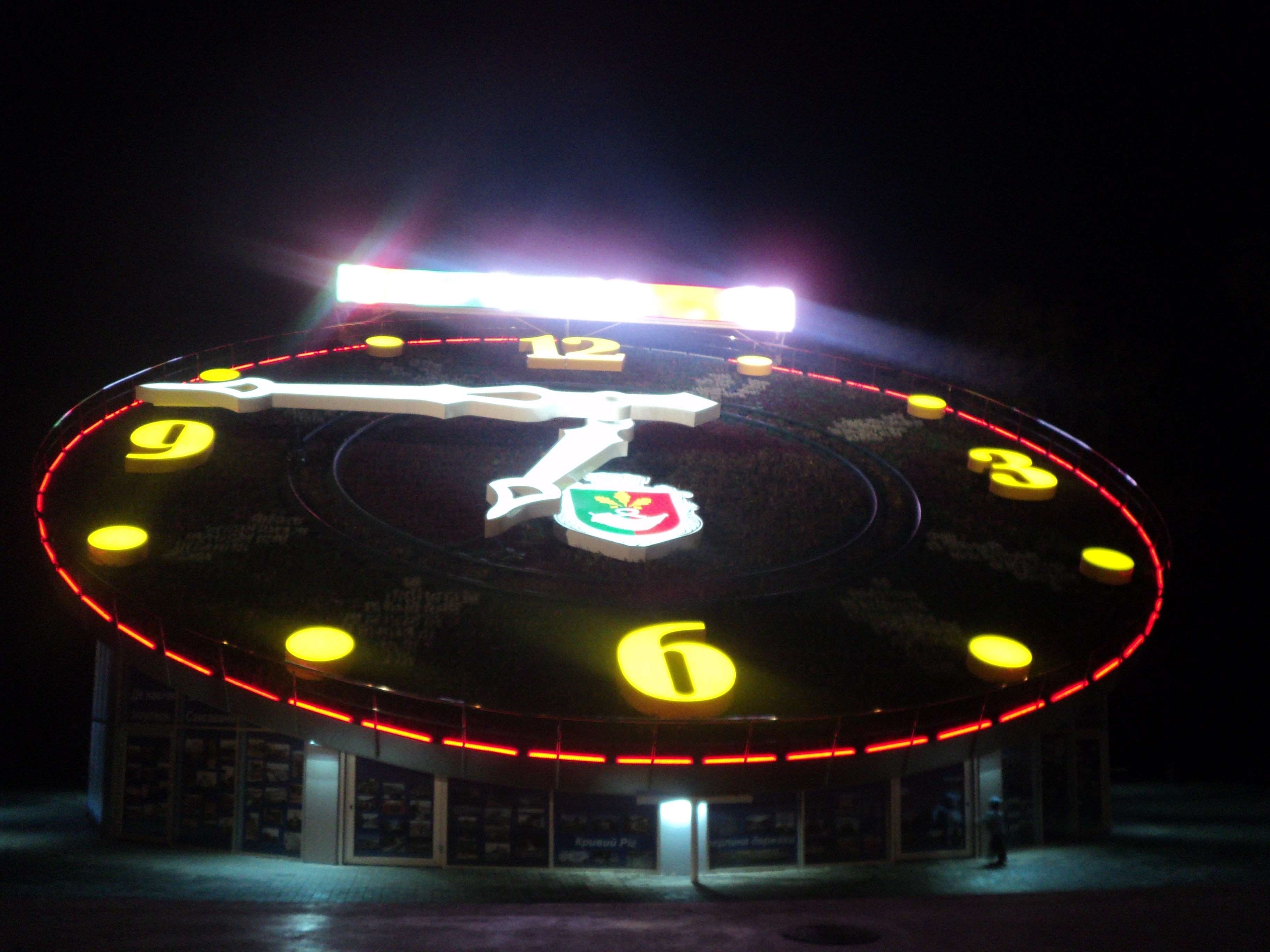
Цветочные часы. Иллюминация